# Megachile syraensis
Megachile syraensis är en biart som beskrevs av Radoszkowski 1874. Megachile syraensis ingår i släktet tapetserarbin, och familjen buksamlarbin. Inga underarter finns listade i Catalogue of Life.